# Toukka
Toukka är en ö i Finland.   Den ligger i Ule träsk och skiljer där sjöns delar Paltaselkä från Ärjänselkä, och i den ekonomiska regionen  Kajana ekonomiska region  och landskapet Kajanaland, i den centrala delen av landet, 500 km norr om huvudstaden Helsingfors.